# كأس فيتنام 2016
كأس فيتنام 2016 (بالفيتنامية: Giải bóng đá Cúp Quốc gia 2016)‏ هو موسم من كأس فيتنام. كان عدد الأندية المشاركة فيه 24، وفاز فيه نادي تان كوانغ نين.